# 金永善
金 永善（キム・ヨンソン、朝鮮語: 김영선、1918年4月25日 - 1987年2月17日）は、日本統治時代の朝鮮および大韓民国の官僚、政治家。本貫は光山金氏。日本名は金山 永善（かなやま ながよし）。

## 生涯
忠清南道保寧郡にて誕生。裡里農林学校を経て京城帝国大学法文学部を卒業。高等文官試験行政科に合格し、忠清北道道属・郡属・道警部、珍島郡守を務めた。第二次世界大戦後は財務部長官（1960年-1961年）、国土統一院長官（1970年-1973年）、駐日大使（1974年-1978年）を歴任。また保寧郡から国会議員に選出され、通算3期を務めた（1950年-1958年、1960年-1963年）。
1960年の財務部長官時代に張俊河と知り合い、国土建設事業への参画を強く依頼した。張俊河は当初は固辞したが、金永善の繰り返しの要請と劉彰順や太完善らの働きかけを受けて、最終的には承諾した。1960年10月から経済計画の草案作成を開始し、1961年4月に完成させた。
張勉政権のナンバー2という評価を受けたが、1961年の5・16軍事クーデターにて失脚した。
金永善は興韓経済研究所を設立したほか、大韓火災保険会長、大韓商工会議所専門委員、精神文化研究院理事長、国土統一院顧問を務めた。また、京郷新聞論説委員を務めたほか、雑誌『思想界』に参加し、同人活動を行った。

## 参考資料
- 김영선 - 大韓民国憲政会